# Olympische Sommerspiele 2020/Teilnehmer (Serbien)
| Gelbes Symbol für Goldmedaillen mit stilisierten Olympischen Ringen | Graues Symbol für Silbermedaillen mit stilisierten Olympischen Ringen | Braundes Symbol für Bronzemedaillen mit stilisierten Olympischen Ringen |
| ------------------------------------------------------------------- | --------------------------------------------------------------------- | ----------------------------------------------------------------------- |
| 3                                                                   | 1                                                                     | 5                                                                       |

Serbien nahm an den Olympischen Spielen 2020 in Tokio mit 87 Sportlern in 15 Sportarten teil. Es war die insgesamt fünfte Teilnahme an Olympischen Sommerspielen.

## Teilnehmer nach Sportarten

### Basketball

#### Basketball
| Wettbewerb       | Damen |
| ---------------- | --- |
| Athleten         | Yvonne Anderson Jelena Brooks Dajana Butulija Saša Čađo Aleksandra Crvendakić Ana Dabović Angela Dugalić Nevena Jovanović Tina Krajišnik Maja Škorić Dragana Stanković Sonja Vasić |
| Coach            | Marina Maljković |
| Gruppenphase     | Kanada (72–68) Spanien (70–85) Südkorea (65–61) |
| Viertelfinale    | Volksrepublik China (77–70) |
| Halbfinale       | Vereinigte Staaten (59–79) |
| Spiel um Platz 3 | Frankreich (76–91) |
| Platzierung      | 4. Platz |

#### 3×3 Basketball
| Wettbewerb                 | Herren |
| -------------------------- | --- |
| Athleten                   | Dušan Domović Bulut Dejan Majstorović Aleksandar Ratkov Mihailo Vasić                                      |
| Gruppenphase               | China (22–13) Niederlande (16–15) Polen (15–12) Belgien (21–14) Japan (21–11) Lettland (22–16) ROC (21–10) |
| Viertelfinale              | Freilos als Vorrundenbester                                                                                |
| Halbfinale                 | ROC (10–21)                                                                                                |
| Spiel um den Dritten Platz | Belgien (21–10)                                                                                            |
| Platzierung                | Bronze |

### Boxen
| Athleten         | Wettbewerb               | 1. Runde  | 1. Runde | Achtelfinale   | Achtelfinale | Viertelfinale | Viertelfinale | Halbfinale    | Halbfinale    | Finale        | Finale        | Rang |
| Athleten         | Wettbewerb               | Gegner    | Ergebnis | Gegner         | Ergebnis     | Gegner        | Ergebnis      | Gegner        | Ergebnis      | Gegner        | Ergebnis      | Rang |
| ---------------- | ------------------------ | --------- | -------- | -------------- | ------------ | ------------- | ------------- | ------------- | ------------- | ------------- | ------------- | ---- |
| Frauen           |                          |           |          |                |              |               |               |               |               |               |               |      |
| Nina Radovanović | Fliegengewicht bis 51 kg | M. Bujold | 5:0      | O. Havyarimana | 5:0          | Huang H.-w.   | 0:5           | ausgeschieden | ausgeschieden | ausgeschieden | ausgeschieden | 5    |

### Judo
| Athleten          | Wettbewerb | 1. Runde    | 1. Runde | 2. Runde   | 2. Runde | Achtelfinale   | Achtelfinale  | Viertelfinale | Viertelfinale | Halbfinale / Trostrunde | Halbfinale / Trostrunde | Finale / Platz 3 | Finale / Platz 3 | Rang |
| Athleten          | Wettbewerb | Gegner      | Ergebnis | Gegner     | Ergebnis | Gegner         | Ergebnis      | Gegner        | Ergebnis      | Gegner                  | Ergebnis                | Gegner           | Ergebnis         | Rang |
| ----------------- | ---------- | ----------- | -------- | ---------- | -------- | -------------- | ------------- | ------------- | ------------- | ----------------------- | ----------------------- | ---------------- | ---------------- | ---- |
| Frauen            |            |             |          |            |          |                |               |               |               |                         |                         |                  |                  |      |
| Milica Nikolić    | bis 48 kg  | S. Boukli   | 0s3:10   | —          | —        | D. Bilodid     | 1:1s2         | ausgeschieden | ausgeschieden | ausgeschieden           | ausgeschieden           | ausgeschieden    | ausgeschieden    | 9    |
| Marica Perišić    | bis 57 kg  | S. Aldass   | 10:0s1   | —          | —        | T. Nelson Levy | 0s3:10s1      | ausgeschieden | ausgeschieden | ausgeschieden           | ausgeschieden           | ausgeschieden    | ausgeschieden    | 9    |
| Anja Obradović    | bis 63 kg  | J. Franssen | 0:10     | —          | —        | ausgeschieden  | ausgeschieden | ausgeschieden | ausgeschieden | ausgeschieden           | ausgeschieden           | ausgeschieden    | ausgeschieden    | 17   |
| Männer            |            |             |          |            |          |                |               |               |               |                         |                         |                  |                  |      |
| Nemanja Majdov    | bis 90 kg  | Freilos     | Freilos  | E. Trippel | 0:1s1    | ausgeschieden  | ausgeschieden | ausgeschieden | ausgeschieden | ausgeschieden           | ausgeschieden           | ausgeschieden    | ausgeschieden    | 17   |
| Aleksandar Kukolj | bis 100 kg | T. Takayawa | 10:0     | —          | —        | Cho G.-h.      | 0s1:10s1      | ausgeschieden | ausgeschieden | ausgeschieden           | ausgeschieden           | ausgeschieden    | ausgeschieden    | 9    |

### Kanu

#### Kanurennsport
| Athleten             | Wettbewerb | Vorlauf      | Vorlauf | Viertelfinale | Viertelfinale | Halbfinale    | Halbfinale    | Finale A/B    | Finale A/B    | Rang          |
| Athleten             | Wettbewerb | Zeit         | Rang    | Zeit          | Rang          | Zeit          | Rang          | Zeit          | Rang          | Rang          |
| -------------------- | ---------- | ------------ | ------- | ------------- | ------------- | ------------- | ------------- | ------------- | ------------- | ------------- |
| Frauen               |            |              |         |               |               |               |               |               |               |               |
| Milica Novaković     | K-1 200 m  | 41,579 s     | 3       | 41,340 s      | 2             | 40,257 s      | 6             | 40,527 s      | 5             | 13            |
| Milica Novaković     | K-1 500 m  | 1:49,802 min | 5       | 1:49,348 min  | 1             | 1:53,149 min  | 3             | 1:54,458 min  | 4             | 12            |
| Männer               |            |              |         |               |               |               |               |               |               |               |
| Strahinja Stefanović | K-1 200 m  | 34,996 s     | 1       | —             | —             | 35,855 s      | 5             | 36,329 s      | 3             | 11            |
| Bojan Zdelar         | K-1 200 m  | 37,092 s     | 5       | 36,531 s      | 4             | ausgeschieden | ausgeschieden | ausgeschieden | ausgeschieden | ausgeschieden |
| Bojan Zdelar         | K-1 1000 m | 3:45,074 min | 2       | —             | —             | 3:29,525 min  | 8             | 3:31,689 min  | 8             | 16            |

### Karate

#### Kumite
| Athleten        | Wettbewerb       | Gruppenphase | Gruppenphase | Halbfinale | Halbfinale | Finale | Finale   | Rang |
| Athleten        | Wettbewerb       | Punkte       | Rang         | Gegner     | Ergebnis   | Gegner | Ergebnis | Rang |
| --------------- | ---------------- | ------------ | ------------ | ---------- | ---------- | ------ | -------- | ---- |
| Frauen          |                  |              |              |            |            |        |          |      |
| Jovana Preković | Kumite bis 61 kg | 8            | 1            | M. Çoban   | 2:0        | X. Yin | 0:0      | Gold |

### Leichtathletik
Springen und Werfen
| Athleten          | Wettbewerb  | Qualifikation | Qualifikation | Finale        | Finale        | Rang |
| Athleten          | Wettbewerb  | Weite/Höhe    | Rang          | Weite/Höhe    | Rang          | Rang |
| ----------------- | ----------- | ------------- | ------------- | ------------- | ------------- | ---- |
| Frauen            |             |               |               |               |               |      |
| Ivana Španović    | Weitsprung  | 7,00 m        | 1             | 6,91 m        | 4             | 4    |
| Dragana Tomašević | Diskuswurf  | 56,95 m       | 26            | ausgeschieden | ausgeschieden | 26   |
| Marija Vučenović  | Speerwurf   | 58,93 m       | 20            | ausgeschieden | ausgeschieden | 20   |
| Männer            |             |               |               |               |               |      |
| Asmir Kolašinac   | Kugelstoßen | 19,68 m       | 29            | ausgeschieden | ausgeschieden | 29   |
| Armin Sinančević  | Kugelstoßen | 20,96 m       | 10            | 20,89 m       | 7             | 7    |

### Ringen

#### Freier Stil
Legende: G = Gewonnen, V = Verloren, S = Schultersieg
| Athleten     | Wettbewerb       | Achtelfinale | Achtelfinale | Viertelfinale | Viertelfinale | Halbfinale    | Halbfinale    | Hoffnungsrunde Halbfinale | Hoffnungsrunde Halbfinale | Hoffnungsrunde Finale | Hoffnungsrunde Finale | Finale        | Finale        | Rang |
| Athleten     | Wettbewerb       | Gegner       | Ergebnis     | Gegner        | Ergebnis      | Gegner        | Ergebnis      | Gegner                    | Ergebnis                  | Gegner                | Ergebnis              | Gegner        | Ergebnis      | Rang |
| ------------ | ---------------- | ------------ | ------------ | ------------- | ------------- | ------------- | ------------- | ------------------------- | ------------------------- | --------------------- | --------------------- | ------------- | ------------- | ---- |
| Männer       |                  |              |              |               |               |               |               |                           |                           |                       |                       |               |               |      |
| Stevan Mićić | Klasse bis 57 kg | Y. Takahashi | V 0:7        | ausgeschieden | ausgeschieden | ausgeschieden | ausgeschieden | ausgeschieden             | ausgeschieden             | ausgeschieden         | ausgeschieden         | ausgeschieden | ausgeschieden | 14   |

#### Griechisch-römischer Stil
Legende: G = Gewonnen, V = Verloren, S = Schultersieg
| Athleten            | Wettbewerb       | Achtelfinale | Achtelfinale | Viertelfinale | Viertelfinale | Halbfinale    | Halbfinale    | Hoffnungsrunde Halbfinale | Hoffnungsrunde Halbfinale | Hoffnungsrunde Finale | Hoffnungsrunde Finale | Finale        | Finale        | Rang   |
| Athleten            | Wettbewerb       | Gegner       | Ergebnis     | Gegner        | Ergebnis      | Gegner        | Ergebnis      | Gegner                    | Ergebnis                  | Gegner                | Ergebnis              | Gegner        | Ergebnis      | Rang   |
| ------------------- | ---------------- | ------------ | ------------ | ------------- | ------------- | ------------- | ------------- | ------------------------- | ------------------------- | --------------------- | --------------------- | ------------- | ------------- | ------ |
| Männer              |                  |              |              |               |               |               |               |                           |                           |                       |                       |               |               |        |
| Mate Nemeš          | Klasse bis 67 kg | F. Stäbler   | V 1:4        | ausgeschieden | ausgeschieden | ausgeschieden | ausgeschieden | ausgeschieden             | ausgeschieden             | ausgeschieden         | ausgeschieden         | ausgeschieden | ausgeschieden | 13     |
| Surab Datunaschwili | Klasse bis 87 kg | S. Belenjuk  | V 1:3        | ausgeschieden | ausgeschieden | ausgeschieden | ausgeschieden | B. Sid Azara              | G 5:1                     | I. Huklek             | G 6:1                 | ausgeschieden | ausgeschieden | Bronze |
| Micheil Kadschaia   | Klasse bis 97 kg | G. Hancock   | V 1:5        | ausgeschieden | ausgeschieden | ausgeschieden | ausgeschieden | ausgeschieden             | ausgeschieden             | ausgeschieden         | ausgeschieden         | ausgeschieden | ausgeschieden | 14     |

### Rudern
| Athleten                    | Wettbewerb             | Vorlauf     | Vorlauf | Vorlauf        | Hoffnungslauf | Hoffnungslauf | Hoffnungslauf | Viertelfinale | Viertelfinale | Viertelfinale  | Halbfinale  | Halbfinale | Halbfinale    | Finale      | Finale | Rang |
| Athleten                    | Wettbewerb             | Zeit        | Platz   | Qualifikation  | Zeit          | Platz         | Qualifikation | Zeit          | Platz         | Qualifikation  | Zeit        | Platz      | Qualifikation | Zeit        | Platz  | Rang |
| --------------------------- | ---------------------- | ----------- | ------- | -------------- | ------------- | ------------- | ------------- | ------------- | ------------- | -------------- | ----------- | ---------- | ------------- | ----------- | ------ | ---- |
| Frauen                      |                        |             |         |                |               |               |               |               |               |                |             |            |               |             |        |      |
| Jovana Arsić                | Einer                  | 7:46,74 min | 3       | Viertelfinale  | –             | –             | –             | 8:09,37 min   | 4             | Halbfinale C/D | 7:39,26 min | 2          | Finale C      | 7:43,30 min | 3      | 15   |
| Männer                      |                        |             |         |                |               |               |               |               |               |                |             |            |               |             |        |      |
| Martin Mačković Miloš Vasić | Zweier ohne Steuermann | 6:43,18 min | 3       | Halbfinale A/B | –             | –             | –             | —             | —             | —              | 6:17,47 min | 2          | Finale A      | 6:22,34 min | 5      | 5    |

### Schießen
| Athleten                          | Wettbewerb                               | Qualifikation   | Qualifikation | Finale          | Finale        | Ringe/ Scheiben | Rang   |
| Athleten                          | Wettbewerb                               | Ringe/ Scheiben | Rang          | Ringe/ Scheiben | Rang          | Ringe/ Scheiben | Rang   |
| --------------------------------- | ---------------------------------------- | --------------- | ------------- | --------------- | ------------- | --------------- | ------ |
| Frauen                            |                                          |                 |               |                 |               |                 |        |
| Andrea Arsović                    | Luftgewehr 10 Meter                      | 623,3           | 29            | ausgeschieden   | ausgeschieden | 623,3           | 29     |
| Sanja Vukašinović                 | Luftgewehr 10 Meter                      | 617,8           | 44            | ausgeschieden   | ausgeschieden | 617,8           | 44     |
| Andrea Arsović                    | Kleinkaliber Dreistellungskampf 50 Meter | 1175            | 5             | 402,4           | 8             | 1577,4          | 8      |
| Sanja Vukašinović                 | Kleinkaliber Dreistellungskampf 50 Meter | 1161            | 25            | ausgeschieden   | ausgeschieden | 1161            | 25     |
| Zorana Arunović                   | Luftpistole 10 Meter                     | 573             | 17            | ausgeschieden   | ausgeschieden | 573             | 17     |
| Jasmina Milovanović               | Luftpistole 10 Meter                     | 566             | 33            | ausgeschieden   | ausgeschieden | 566             | 33     |
| Zorana Arunović                   | Sportpistole 25 Meter                    | 584             | 9             | ausgeschieden   | ausgeschieden | 584             | 9      |
| Jasmina Milovanović               | Sportpistole 25 Meter                    | 575             | 30            | ausgeschieden   | ausgeschieden | 575             | 30     |
| Männer                            |                                          |                 |               |                 |               |                 |        |
| Damir Mikec                       | Luftpistole 10 Meter                     | 578             | 8             | 237,9           | 2             | 815,9           | Silber |
| Milenko Sebić                     | Luftgewehr 10 Meter                      | 623,2           | 31            | ausgeschieden   | ausgeschieden | 623,2           | 31     |
| Milutin Stefanović                | Luftgewehr 10 Meter                      | 621,3           | 38            | ausgeschieden   | ausgeschieden | 621,3           | 38     |
| Milenko Sebić                     | Kleinkaliber Dreistellungskampf 50 Meter | 1180            | 4             | 448,2           | 3             | 1628,2          | Bronze |
| Milutin Stefanović                | Kleinkaliber Dreistellungskampf 50 Meter | 1164            | 23            | ausgeschieden   | ausgeschieden | 1164            | 23     |
| Mixed                             |                                          |                 |               |                 |               |                 |        |
| Damir Mikec Zorana Arunović       | Luftpistole 10 Meter                     | 577             | 5             | 384 12:16       | 4             | 961 12:16       | 4      |
| Milenko Sebić Sanja Vukašinović   | Luftgewehr 10 Meter                      | 612,4           | 29            | ausgeschieden   | ausgeschieden | 612,4           | 29     |
| Milutin Stefanović Andrea Arsović | Luftgewehr 10 Meter                      | 624,5           | 16            | ausgeschieden   | ausgeschieden | 624,5           | 16     |

### Schwimmen
| Athleten                                                  | Wettbewerb         | Vorlauf     | Vorlauf | Halbfinale    | Halbfinale    | Finale        | Finale        | Rang |
| Athleten                                                  | Wettbewerb         | Zeit        | Rang    | Zeit          | Rang          | Zeit          | Rang          | Rang |
| --------------------------------------------------------- | ------------------ | ----------- | ------- | ------------- | ------------- | ------------- | ------------- | ---- |
| Frauen                                                    |                    |             |         |               |               |               |               |      |
| Anja Crevar                                               | 200 m Lagen        | 2:17,62 min | 26      | ausgeschieden | ausgeschieden | ausgeschieden | ausgeschieden | 26   |
| Anja Crevar                                               | 400 m Lagen        | 4:40,50 min | 10      | —             | —             | ausgeschieden | ausgeschieden | 10   |
| Männer                                                    |                    |             |         |               |               |               |               |      |
| Andrej Barna                                              | 50 m Freistil      | 22,29 s     | 28      | ausgeschieden | ausgeschieden | ausgeschieden | ausgeschieden | 28   |
| Andrej Barna                                              | 100 m Freistil     | 48,30 s     | 13      | 47,94 s       | 9             | ausgeschieden | ausgeschieden | 9    |
| Velimir Stjepanović                                       | 200 m Freistil     | 1:46,26 min | 14      | 1:47,62 min   | 16            | ausgeschieden | ausgeschieden | 16   |
| Vuk Čelić                                                 | 800 m Freistil     | 8:04,85 min | 33      | —             | —             | ausgeschieden | ausgeschieden | 33   |
| Čaba Silađi                                               | 100 m Brust        | 1:00,19 min | 26      | ausgeschieden | ausgeschieden | ausgeschieden | ausgeschieden | 26   |
| Nikola Aćin Andrej Barna Uroš Nikolić Velimir Stjepanović | 4 × 100 m Freistil | 3:13,71 min | 10      | —             | —             | ausgeschieden | ausgeschieden | 10   |

### Taekwondo
| Athleten          | Wettbewerb        | Achtelfinale | Achtelfinale | Viertelfinale | Viertelfinale | Hoffnungsrunde Halbfinale | Hoffnungsrunde Halbfinale | Halbfinale    | Halbfinale    | Hoffnungsrunde Finale | Hoffnungsrunde Finale | Finale        | Finale        | Rang   |
| Athleten          | Wettbewerb        | Gegner       | Ergebnis     | Gegner        | Ergebnis      | Gegner                    | Ergebnis                  | Gegner        | Ergebnis      | Gegner                | Ergebnis              | Gegner        | Ergebnis      | Rang   |
| ----------------- | ----------------- | ------------ | ------------ | ------------- | ------------- | ------------------------- | ------------------------- | ------------- | ------------- | --------------------- | --------------------- | ------------- | ------------- | ------ |
| Frauen            |                   |              |              |               |               |                           |                           |               |               |                       |                       |               |               |        |
| Tijana Bogdanović | Klasse bis 49 kg  | A. Cerezo    | 4:12         | ausgeschieden | ausgeschieden | J. Wu                     | 12:9                      | ausgeschieden | ausgeschieden | M. Yamada             | 20:6                  | ausgeschieden | ausgeschieden | Bronze |
| Milica Mandić     | Klasse über 67 kg | F. Ogallo    | 13:0         | A. Kowalczuk  | 11:4          | —                         | —                         | A. Laurin     | 7:5           | —                     | —                     | D.-b. Lee     | 10:7          | Gold   |

### Tennis
| Athleten                          | Wettbewerb | 1. Runde             | 1. Runde          | 2. Runde      | 2. Runde      | Achtelfinale         | Achtelfinale  | Viertelfinale              | Viertelfinale | Halbfinale              | Halbfinale    | Finale / Platz 3    | Finale / Platz 3 |
| Athleten                          | Wettbewerb | Gegner               | Ergebnis          | Gegner        | Ergebnis      | Gegner               | Ergebnis      | Gegner                     | Ergebnis      | Gegner                  | Ergebnis      | Gegner              | Ergebnis         |
| --------------------------------- | ---------- | -------------------- | ----------------- | ------------- | ------------- | -------------------- | ------------- | -------------------------- | ------------- | ----------------------- | ------------- | ------------------- | ---------------- |
| Frauen                            |            |                      |                   |               |               |                      |               |                            |               |                         |               |                     |                  |
| Nina Stojanović                   | Einzel     | N. Hibino            | 6:3, 6:3          | M. Sakkari    | 1:6, 2:6      | ausgeschieden        | ausgeschieden | ausgeschieden              | ausgeschieden | ausgeschieden           | ausgeschieden | ausgeschieden       | ausgeschieden    |
| Ivana Jorović                     | Einzel     | A. Van Uytvanck      | 3:6, 2:6          | ausgeschieden | ausgeschieden | ausgeschieden        | ausgeschieden | ausgeschieden              | ausgeschieden | ausgeschieden           | ausgeschieden | ausgeschieden       | ausgeschieden    |
| Aleksandra Krunić Nina Stojanović | Doppel     | Y. Xu / Z. Yang      | 6:4, 4:6, [16:18] | —             | —             | ausgeschieden        | ausgeschieden | ausgeschieden              | ausgeschieden | ausgeschieden           | ausgeschieden | ausgeschieden       | ausgeschieden    |
| Männer                            |            |                      |                   |               |               |                      |               |                            |               |                         |               |                     |                  |
| Novak Đoković                     | Einzel     | H. Dellien           | 6:2, 6:2          | J.-L. Struff  | 6:4, 6:3      | A. Davidovich Fokina | 6:3, 6:1      | K. Nishikori               | 6:2, 6:0      | A. Zverev               | 6:1, 3:6, 1:6 | P. Carreño Busta    | 4:6, 7:66, 3:6   |
| Miomir Kecmanović                 | Einzel     | K. Majchrzak         | 6:4, 6:2          | U. Humbert    | 6:4, 6:7, 5:7 | ausgeschieden        | ausgeschieden | ausgeschieden              | ausgeschieden | ausgeschieden           | ausgeschieden | ausgeschieden       | ausgeschieden    |
| Mixed                             |            |                      |                   |               |               |                      |               |                            |               |                         |               |                     |                  |
| Nina Stojanović Novak Đoković     | Mixed      | L. Stefani / M. Melo | 6:3, 6:4          | —             | —             | —                    | —             | L. Siegemund / K. Krawietz | 6:1, 6:2      | J. Wesnina / A. Karazew | 6:74, 5:7     | A. Barty / J. Peers | kampflos         |

### Tischtennis
| Athleten                                    | Wettbewerb | 1. Runde          | 1. Runde | 2. Runde      | 2. Runde      | 3. Runde      | 3. Runde      | Achtelfinale  | Achtelfinale  | Viertelfinale | Viertelfinale | Halbfinale    | Halbfinale    | Finale/Platz 3 | Finale/Platz 3 | Rang  |
| Athleten                                    | Wettbewerb | Gegner            | Erg.     | Gegner        | Erg.          | Gegner        | Erg.          | Gegner        | Erg.          | Gegner        | Erg.          | Gegner        | Erg.          | Gegner         | Erg.           | Rang  |
| ------------------------------------------- | ---------- | ----------------- | -------- | ------------- | ------------- | ------------- | ------------- | ------------- | ------------- | ------------- | ------------- | ------------- | ------------- | -------------- | -------------- | ----- |
| Männer                                      |            |                   |          |               |               |               |               |               |               |               |               |               |               |                |                |       |
| Dimitrije Levajac                           | Einzel     | Kirill Skatschkow | 2:4      | ausgeschieden | ausgeschieden | ausgeschieden | ausgeschieden | ausgeschieden | ausgeschieden | ausgeschieden | ausgeschieden | ausgeschieden | ausgeschieden | ausgeschieden  | ausgeschieden  | 49–64 |
| Zsolt Pető                                  | Einzel     | Panagiotis Gionis | 0:4      | ausgeschieden | ausgeschieden | ausgeschieden | ausgeschieden | ausgeschieden | ausgeschieden | ausgeschieden | ausgeschieden | ausgeschieden | ausgeschieden | ausgeschieden  | ausgeschieden  | 49–64 |
| Dimitrije Levajac Zsolt Pető Marko Jevtović | Mannschaft | —                 | —        | —             | —             | —             | —             | Brasilien     | 2:3           | ausgeschieden | ausgeschieden | ausgeschieden | ausgeschieden | ausgeschieden  | ausgeschieden  | 9–16  |

### Volleyball
| Wettbewerb    | Frauen |
| ------------- | --- |
| Athletinnen   | Bianka Buša Mina Popović Slađana Mirković Brankica Mihajlović Maja Ognjenović Ana Bjelica Maja Aleksić Milena Rašić Silvija Popović Tijana Bošković Bojana Milenković Jelena Blagojević |
| Trainer       | Zoran Terzić |
| Gruppenphase  | Dominikanische Republik (3:0) Japan (3:0) Kenia (3:0) Brasilien (1:3) Südkorea (3:0) |
| Viertelfinale | Italien (3:0) |
| Halbfinale    | Vereinigte Staaten (0:3) |
| Finale        | Südkorea (3:0) |
| Platzierung   | Bronze |

### Wasserball
Mit dem Gewinn der FINA World League 2019 in Belgrad hat sich die serbische Wasserballnationalmannschaft der Männer für das olympische Wasserballturnier qualifiziert.
| Wettbewerb    | Männer |
| ------------- | --- |
| Athleten      | Gojko Pijetlović Dušan Mandić Nikola Dedović Sava Ranđelović Strahinja Rašović Duško Pijetlović Đorđe Lazić Milan Aleksić Nikola Jakšić Filip Filipović Andrija Prlainović Stefan Mitrović Branislav Mitrović |
| Trainer       | Dejan Savić |
| Gruppenphase  | Spanien (12:13) Kasachstan (19:5) Australien (14:8) Kroatien (12:14) Montenegro (13:6) |
| Viertelfinale | Italien (10:6) |
| Halbfinale    | Spanien (10:9) |
| Finale        | Griechenland (13:10) |
| Platzierung   | Gold |